# Ошлаков, Константин Кириллович
Константин Кириллович Ошлаков (5 ноября 1916, село Зыряновское, Томская губерния — 25 августа 1987, Алма-Ата) — советский баянист, педагог, композитор, заслуженный учитель Казахской ССР
  (1961). Основоположник профессиональной исполнительской школы баянистов в Казахстане.

## Биография
Родился в крестьянской семье. Окончил неполную школу, работал c 13 лет. С 1932 года — доброволец Отдельной Чингизтайской погранзаставы. В мае 1933 года при исполнении служебных обязанностей был контужен, потерял зрение, несмотря на лечение в Томском госпитале и институте глазных болезней.
В 1939 окончил Томское музыкальное училище по классу А. Н. Рожкова и И. П. Дорофеева, квалификация «исполнитель, педагог-баянист». Работал солистом Хакасского радиокомитета (Абакан, 1939—1940), в 1940—1962 годах — солистом и концертмейстером Казахского радиокомитета (Алма-Ата). В 1950 году окончил историко-теоретический факультет Алма-Атинской консерватории, специальность — «теория музыки». В 1958 году вступил в КПСС.
Одновременно преподавал класс баяна в Музыкальном училище им. П. И. Чайковского (Алма-Ата, 1941—1962), заведовал там же отделом народных инструментов, руководил оркестром баянистов. С 1961 года преподавал в Казахском женском педагогическом институте (с 1967 — доцент, с 1976 — профессор кафедры специальных народных инструментов).
Умер от инфаркта миокарда. Похоронен на Центральном кладбище Алма-Аты.

### Семья
Отец — отца Кирилл Игнатьевич Ошлаков; был арестован в 1929 году.
Жена — Зинаида Александровна.

## Творчество
Гастролировал в Сибири (Новосибирск, Красноярск, Ачинск, Минусинск, Черногорск), Казахстане, виртуозно исполняя переложения классических произведений, а также сочинения Мукана Тулебаева, Ахмета Жубанова, Латыфа Хамиди, Евгения Брусиловского, Курмангазы, Ахана Сэре, Таттимбета, Даулеткерея, Дины Нурпеисовой.
За 45 лет педагогической деятельности подготовил свыше 300 музыкантов. В числе его учеников известные казахстанские музыканты — заслуженный деятель культуры, отличник образования Республики Казахстан Евгений Иванович Простомолотов, народный артист республики Анатолий Бычков; дирижёр заслуженный деятель искусств Республики Казахстан Рая Садыкова, народный артист СССР Алибек Днишев.
Создал национальный репертуар баянистов. Автор методических работ, в том числе учебно-методического пособия «Школа игры на баяне» (в 4-х томах) — первого издания, основанного на казахском народном фольклоре.

### Избранные сочинения
для баяна
- Сюита на казахские темы (1968)
- Казахский марш
- пьесы
- этюды (160)[4]
- переложения и аранжировки казахских народных песен, танцев и кюев (более 300)[4]

для оркестра баянов
- Фантазия
- Сюита «На целине»

### Избранные труды
- Великий кюйши Даулеткерей: (К 145-летию со дня рождения) // 3аря труда. — 1965. — № 3. — С. 23-24.
- Выборный баян: Учеб. репертуар детских муз. школ. 1 класс / Ред.-сост.: В. Бесфамильнов, А. Зубарев, В. Паньков. — Киев: Музична Украіна, 1980. — 92 с. (укр.) (рус.)
- Выборный баян: Учеб. репертуар детских муз. школ. 2 класс / Ред.-сост.: В. Бесфамильнов, А. Зубарев, В. Паньков. — Киев: Музична Украіна, 1981. — 110 с. (укр.) (рус.)
- Выборный баян: Учеб. репертуар детских муз. школ. 3 класс / Ред.-сост.: В. Бесфамильнов, А. Зубарев, В. Паньков. — Киев: Музична Украіна, 1982. — 107 с. (укр.) (рус.)
- Выборный баян: Учеб. репертуар детских муз. школ. 4 класс / Ред.-сост.: В. Бесфамильнов, А. Зубарев, В. Паньков. — Киев: Музична Украіна, 1983. — 101 с. (укр.) (рус.)
- Выборный баян: Учеб. репертуар детских муз. школ. 5 класс / Ред.-сост.: В. Бесфамильнов, А. Зубарев, В. Паньков. — Киев: Музична Украіна, 1984. — 88 с. (укр.) (рус.)
- Комплексный метод обучения игре на музыкальных инструментах: (Метод. реком. преподавателям спец. баяна) / М-во высшего и среднего образования КазССР. — Алма-Ата, 1980. — 42 с.
- Метод обучения игры на баяне: Для музыкальных кружков общеобразовательных школ и клубов // 3аря труда. — 1965. — № 9. — С.23-24.
- Методическая разработка к типовой программе курса «Основной инструмент (Баян)»: Для муз.-пед. фак. пед. вузов / М-во просвещения КазССР. — Алма-Ата, 1985. — 60 с.
- Мукан Тулебаев // 3аря труда. — 1965. — № 12. — С.22-23.
- Учесть на будущее // 3аря труда. — 1966. — № 10. — С.18.
- Школа игры на баяне / Под ред. И. А. Бочкова, Н. Ф. Тифткиди. — Алма-Ата: Учпедгиз, 1959. — Ч. 1 . — 127 с.
- Школа игры на баяне / Под ред. И. А. Бочкова. — Алма-Ата: Мектеп, 1965. — Ч. 2. — 180 с.
- Школа игры на баяне / Под ред. Р. Г. Заирова. — Алма-Ата: Мектеп, 1970. — Ч. 3. — 148 с.
- Школа игры на баяне: Для студентов педвузов и муз. училищ. — Алма-Ата: Жалын, 1979. — Ч. 4. — 200 с.

## Награды и признание
- 1-е место на конкурсе баянистов (Красноярск, 1939)[3]
- медаль «За доблестный труд в Великой Отечественной войне 1941—1945 гг.»[2]
- Заслуженный учитель Казахской ССР (1961)
- медаль «Ветеран труда»[2]